# SN 2008fh
SN 2008fh – supernowa typu Ia? odkryta 30 sierpnia 2008 roku w galaktyce A032018+4121. W momencie odkrycia miała maksymalną jasność 19,70m.